# NGC 2217
NGC 2217 (również PGC 18883) – galaktyka spiralna z poprzeczką (SB0-a), znajdująca się w gwiazdozbiorze Wielkiego Psa w odległości 65 milionów lat świetlnych. Została odkryta 20 stycznia 1835 roku przez Johna Herschela. Jest to galaktyka z aktywnym jądrem typu LINER.
Galaktyka NGC 2217 ma w swoim centrum charakterystyczną poprzeczkę gwiazd w owalnym pierścieniu. Dalej na zewnątrz znajduje się grupa ciasno nawiniętych ramion spiralnych, które częściowo utworzyły pierścień wokół galaktyki. Zewnętrzne ramiona spiralne mają niebieskawy odcień, co wskazuje na obecność gorących, jasnych, młodych gwiazd. Centralne wybrzuszenie i poprzeczka są żółtawe w wyglądzie, co świadczy o obecności starszych gwiazd. Miejscami w ramionach spiralnych i zgrubieniu centralnym widoczne są ciemne smugi utworzone z pyłu.